# Acido tiosalicilico
L'acido tiosalicilico è un acido carbossilico contenente un gruppo tiolico.
Si forma, insieme all'etilmercurio, per idrolisi del tiomersale, un composto organo-mercuriale utilizzato come conservante dei vaccini.